# Gabriel Díaz Cueva
José Gabriel Díaz Cueva (Cuenca, Provincia del Azuay, 13 de junio de 1925-ibídem, 26 de enero de 2018) fue un sacerdote ecuatoriano, quien desempeñaba como el 1° e inaugural Obispo de Azogues, desde 1968, hasta su dimisión en 1975.

## Biografía
Nació en la capital de la Provincia del Azuay, Cuenca.

### Ordenación Sacerdotal
Fue Ordenado Sacerdote el 15 de octubre de 1950

### Ordenación Episcopal
Fue consagrado como Obispo Auxiliar de la Arquidiócesis de Cuenca el 3 de marzo de 1964 de manos del Monseñor Manuel de Jesús Serrano Abad

### 1° Obispo de Azogues
Fue nombrado como el 1° Obispo de Azogues de la recién creada Diócesis de Azogues el 26 de junio de 1968, por el Santo papa Pablo VI.

## Cargos Desempeñados
- Obispo Auxiliar de la Arquidiócesis de Guayaquil.
- Obispo Auxiliar de la Arquidiócesis de Cuenca.
- Obispo Auxiliar de la Arquidiócesis de Quito
- Obispo de la Diócesis de Azogues

## Fallecimiento
Falleció el 26 de enero del 2018 en un hogar de retiro en la Ciudad de Cuenca a los 92 años, producto de su avanzada edad.